# 罗镇 (卡尔瓦多斯省旧市镇)
罗镇（法語：Rots，法語發音：[ʁo] ⓘ）是法国卡尔瓦多斯省的一个旧市镇，属于卡昂区。2016年，罗镇与临近的2个市镇合并为新的罗镇。

## 地名
该地名“Rots”发音为[ʁo]，字母“ts”不发音，《世界地名译名词典》将其误译作“罗茨”。

## 地理
罗镇（49°12'28"N, 0°28'40"W）面积12.22 平方千米，位于法国诺曼底大区卡爾瓦多斯省，该省份为法国西北部沿海省份，北濒大西洋英吉利海峡，东北与滨海塞纳省以海上边界相接，东临厄尔省，南至奧恩省，西与芒什省接壤。
与罗镇接壤的市镇（或旧市镇、城区）包括：欧蒂、布雷特维尔-洛格约斯、卡尔皮凯、拉松、罗塞勒、圣日耳曼-拉布朗什埃尔布、圣芒维厄-诺雷、贝桑地区塞克维尔。

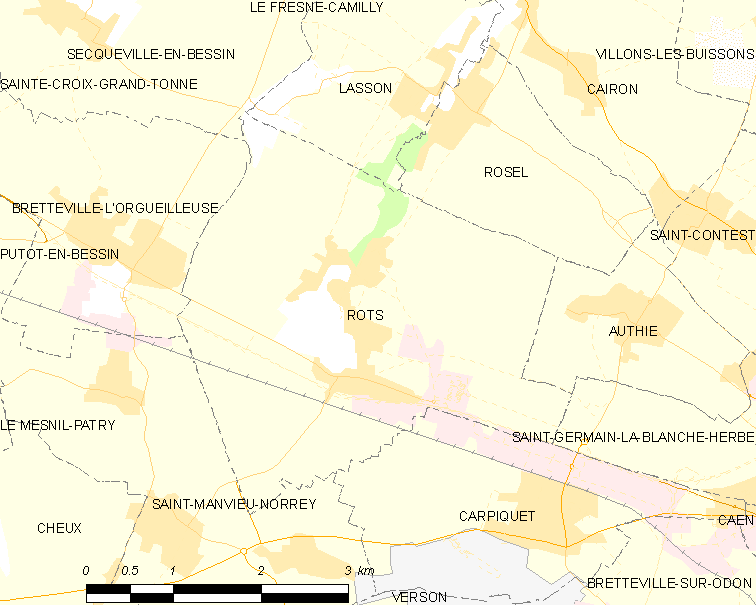
的OSM定位图

罗镇的时区为UTC+01:00、UTC+02:00（夏令时）。

## 行政
罗镇的邮政编码为14980、14740，INSEE市镇编码为14543。

## 政治
罗镇所属的省级选区为蒂和米县。

## 人口

1962-2008年间人口变化图示

罗镇于2018年1月1日时的人口数量为1481人。